# Ordres de Sagesse
Vous lisez un « bon article » labellisé en 2017.
Les Ordres de Sagesse est le nom contemporain donné aux hauts grades maçonniques du Rite français.
Ils se nomment à l'origine Ordres supérieurs et sont publiés en 1801 dans un recueil intitulé : Le Régulateur des Chevaliers maçons ou les Quatre ordres supérieurs, suivant le régime du Grand Orient. Codifiés par la chambre des grades et le Grand Chapitre général de France entre 1783 et 1785 sous l'impulsion d'Alexandre Roëttiers de Montaleau, ils sont intégrés au Grand Orient de France (GODF) le 17 février 1786. Les rituels des Ordres de Sagesse s'inscrivent dans la continuité du grade de « maître », prolongeant et approfondissant un parcours symbolique et initiatique débuté en « loge bleue ». À l'origine, ils se déclinent en quatre ordres initiatiques et philosophiques et un cinquième ordre administratif et conservatoire.
En janvier 1782, le GODF fonde une « chambres des grades » ; celle-ci codifie tout d'abord les trois premiers grades symboliques afin d'uniformiser les pratiques des loges maçonnique. Ensuite, il crée le « Grand Chapitre général de France » le 2 février 1784. Ce grand chapitre se donne rapidement des « Statuts et Règlement généraux » ainsi que des « Règlements particuliers et de disciplines ». Il met en œuvre la codification des ordres en sélectionnant, fusionnant ou supprimant les nombreux rituels de hauts grades pratiqués au XVIIIe siècle, pour aboutir à la fixation des quatre ordres du Rite français entre 1784 et 1785; il organise également la centralisation des chapitres de hauts grades en France. Le Grand Chapitre général, malgré diverses oppositions, est agrégé au Grand Orient de France le 17 février 1786, constituant ainsi un « régime » symbolique, philosophique et initiatique en sept grades ainsi qu'une obédience centrale porteuse de l'entièreté de la tradition maçonnique des XVIIe et XVIIIe siècles.
La diffusion des ordres est interrompue par la Révolution française ; ils connaissent ensuite leur apogée durant le Premier Empire et se transforment lentement au cours du XIXe siècle en se fondant dans la pratique des hauts grades du Rite écossais ancien et accepté. Cette lente transformation aboutit à la mise en sommeil sous leurs formes originelles des trois premiers ordres. Après plus de 100 ans où ils ont sombré dans l'oubli, les ordres dans leur entièreté sont réactivés en France et plus généralement en Europe, à partir de 1963. Ils prennent alors dans cette deuxième moitié du XXe siècle le nom d'« Ordres de Sagesse ».

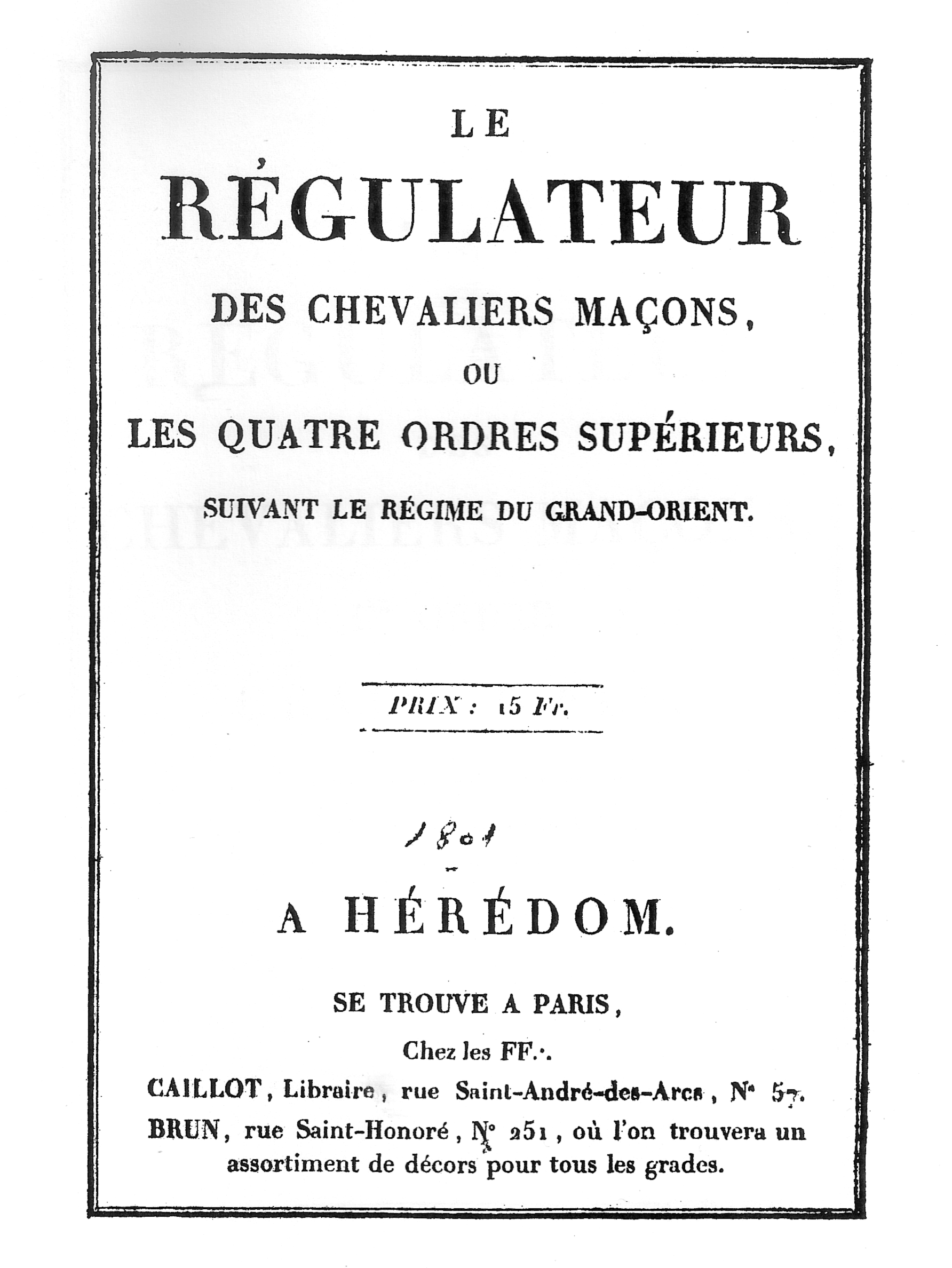
Page de garde du Régulateur des Chevaliers Maçons de 1801.

## Histoire
La transformation interne et profonde de la première Grande Loge de France, qui devient en 1773 le Grand Orient de France (GODF), voit l'obédience maçonnique se consacrer à l'organisation des loges symboliques et à leur centralisation, en laissant dans un premier temps en suspens la question des hauts grades et des loges chapitrales les pratiquant. Le Grand Orient constitue toutefois une commission des grades dont la faible activité laisse apparaître en 1780 la nécessité d'une codification propre aux hauts grades. L’obédience fait le choix pour ce faire de la constitution d'une « Chambre des grades » pour accomplir cette tâche. Les membres de la chambre se fixent pour objectif d'examiner les pratiques maçonniques de l'époque dans le but d'établir une version des rituels de hauts grades qui puissent servir de référence commune. Les textes doivent également être fiables, ne pas comporter d'approximation historique et fixer un usage à la généralité des francs-maçons français. Tout en conservant la scénographie et l'iconographie des cérémonies, une volonté de sécularisation des rituels maçonniques du XVIIIe siècle est mise en œuvre pour réduire les connotations religieuses trop marquées contenues dans certains grades.

### Chambre des grades

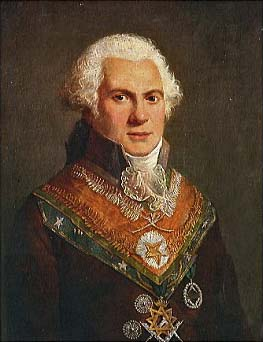
Alexandre-Louis Roëttiers de Montaleau.

La mise en place de cette 4e chambre est actée lors la 120e assemblée du GODF, le 18 janvier 1782. La chambre est dotée d'un règlement en seize articles qui définit sa mission et son mode de fonctionnement. L'article 1er stipule précisément que la chambre s'occupe de la rédaction des grades au-delà des trois grades symboliques. Aucune autre chambre du GODF n'est habilitée à intercéder dans les affaires relatives aux hauts grades, ce qui impose une stricte séparation entre la gestion des loges symboliques et celle des hauts grades.
La chambre des grades est constituée de trois grands officiers, de trois d'officiers d'honneur, de dix officiers représentant les chambres d'administration de Paris et de Province et de six officiers généraux. Elle se réserve aussi la possibilité d'appeler dans sa composition des vénérables maîtres de loges qui bénéficient d'une voix délibérative. La chambre s'assemble deux fois par mois, par quinzaine le mardi. Le règlement précise que les officiers n'ont aucun rang particulier en dehors de cette chambre, qu'ils reprennent dans leur atelier ou dans une autre chambre les fonctions qui sont les leurs, sans aucune prérogative autre. Cette disposition s'inscrit toujours en 2017, comme une constante de la philosophie des hauts grades du Grand Orient de France. La 121e assemblée du Grand Orient, le 1er février 1782, élit les officiers dont font partie notamment Alexandre Roëttiers de Montaleau, le marquis de Savalette de Langes et Bacon de la Chevalerie. Elle tient sa première assemblée le 19 février 1782, où il est procédé à la lecture des statuts, à l'exposé de sa composition, à la prestation de serment des membres et à l'élection de son collège dirigeant. Bacon de la Chevalerie est élu président, de Montaleau orateur et Savalette de Langes, 1er surveillant.
Lors de sa seconde séance, la chambre débat et détermine la méthodologie des travaux à venir. Elle suit unanimement en cela les conclusions de l'orateur, Roëttiers de Montaleau, qui préconise d'étudier la réalité maçonnique de l'époque et d'y apporter de l'ordre en premier, l'intention n'étant pas de créer un nouveau système. Pour ce faire, il est décidé de suivre l'« ordre analytique connu », qui, dans le grand nombre de grades de toutes sortes de cette époque volubile en la matière, en laisse toutefois apparaître un nombre reconnu par la généralité des francs-maçons. Cette méthode que propose la chambre en sa seconde séance sert de base pour démarrer le travail de codification des hauts grades du rite du Grand Orient de France. Pour faciliter le travail, les membres sont invités à apporter lors des prochaines assemblées et pour commencer tous les rituels des grades d'élus, d'en établir une analyse et d'établir leurs observations sur ceux-ci.
Dans les assemblées suivantes, les grades d'élus et d'écossais sont étudiés ; la 10e assemblée de la chambre entame le travail sur les grades chevaleresques qui se prolonge durant l'été 1782. À la suite de l'étude des grades chevaleresques vient, le 20 août 1782, celui du grade de « Chevalier de l'aigle - Rose-Croix », qui est frappé d'une mesure de rejet. Les membres présents lors de cette assemblée jugent que ses cérémonies sont trop identiques aux cérémonies religieuses. Malgré cette proximité, d'autres rituels du grade de Chevalier Rose-croix seront toutefois retenus.
À partir de fin 1782, le travail sur les hauts grades ralentit, la chambre des grades ayant reçu une nouvelle mission du GODF qui consiste à rédiger une codification pour les trois premiers grades symboliques. Sur les 26 titulaires, seule une dizaine de membres sont très actifs, ils sont dynamisés par Roëttiers de Montaleau, dont les connaissances et l'investissement sont reconnus comme primordiaux par les autres membres. Le travail de la chambre des grades s’arrête le 4 février 1783, sans aboutir au résultat concret de codification des hauts grades maçonniques et après avoir retenu et étudié 38 hauts grades. Elle termine toutefois la codification des trois grades symboliques, qui sont définitivement validés lors de la 149e assemblée plénière du Grand Orient de France, les 15 et 19 juillet et le 12 août 1785. Cette codification du rite est rendue publique par la divulgation d'un imprimeur en 1801, sous le nom de Régulateur du maçon

### Grand Chapitre général de France

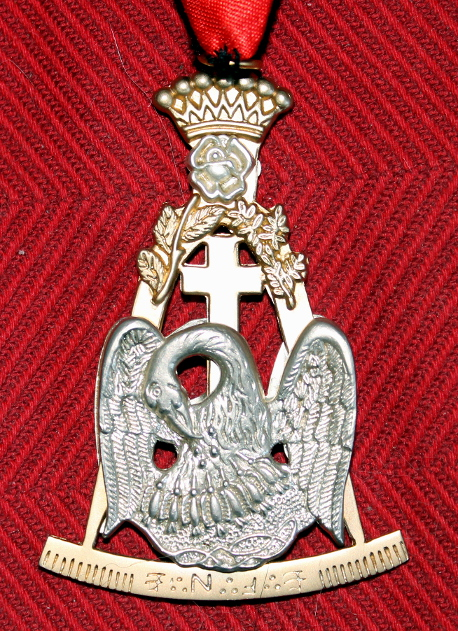
Bijou de Chevalier Rose-Croix.

La première mention de l'existence d'un « Grand Chapitre général » au sein de la chambre des grades est faite au travers d'une correspondance traitée lors de la réunion du 23 novembre 1784. Une demande d'information au travers de commissaires chargés d'informer sur la nature de ce chapitre qui apparaît de manière soudaine est actée. Ce grand chapitre naît précédemment d'une circulaire du 2 février 1784, qui notifie cette création, par l'association de sept souverains chapitres maçonniques de Rose-Croix. Les chapitres, « La Réunions des amis intimes », « Les Amis intimes », « des Frères unis de Saint Henry », « de L'Amitié », « de L'Harmonie », « de Salomon » et « de la Trinité » s'unissent pour former de manière définitive un « Grand Chapitre général de France » et s'annoncent comme assemblée générale de tous les chapitres existants en France. L'étude des documents connus en 2017 ne permet pas d'établir toutefois l'historique détaillé des sept chapitres de fondation, ou le parcours de tous les membres fondateurs, qui sont pour la plupart des officiers du Grand Orient de France.
Ce nouveau corps institutionnel, qui annonce la création prochaine de ses statuts et qui confie la mission de leur rédaction à Alexandre Roëttiers de Montaleau, Jean-Pierre Saurine et Louis Georges Salivet (1735-1805), se pose dès lors en organe fédérateur des hauts grades maçonniques en France. Cet organe impose une restriction en ne s'ouvrant qu'aux loges constituées sous l'égide du Grand Orient de France et acte par délibération la rédaction et la codification des hauts grades en vue d'établir, au sein des chapitres sous sa juridiction, une uniformité de pratique.
Les personnalités chargées de la rédaction s'acquittent rapidement de leur tâche, et les statuts sont adoptés le 19 mars 1784. La nouvelle institution expose clairement, dans son article premier, son projet de fédérer les chapitres de hauts grades des loges du Grand Orient et se constitue comme une seconde chambre des grades. Les motifs qui président à cette constitution, qui remplace sans concertation et rapidement la chambre des grades, ne sont pas clairement élucidés par les historiens en 2017. Les membres du Grand Chapitre général exposent toutefois clairement leur volonté d’intégrer le GODF, une fois conduite à son terme la codification des grades et l'administration des chapitres de France.
Dès sa création, le Grand Chapitre se consacre à la réunion en son sein des loges chapitrales en les intégrant, tout d'abord par de simples lettres d'affiliation puis, dans un second temps, par des « lettres de constitutions » qui renforcent son affirmation de corps fédérateur des hauts grades. Entre 1784 et 1788, il réunit à lui soixante souverains chapitres en France et dans les territoires dépendants et apparaît aux regards des historiens comme la première réelle obédience de hauts grades. Malgré sa fonction obédientielle, il continue de pratiquer toutes les fonctions d'une loge chapitrale en recevant dans ses rangs de nouveaux membres et des personnalités de renom de la franc-maçonnerie pour renforcer son authenticité, à l'image de Jean Henry Hengelhart, docteur en médecine et membre de la loge écossaise Mary's Chapel n°1,. L'autre tâche du grand chapitre se place dans les travaux de codification des hauts grades, qui vont reprendre ceux de la chambre des grades et travailler à la finalisation de la fixation des ordres du rite. Ils reprennent pour cela les études et l’approche précédemment faites, qui consiste à déterminer que les quatre ordres ne sont pas des grades uniques mais des groupements de grades dépositaires d'une famille de rituels. Il ressort de la documentation historique que le travail du Grand Chapitre met en évidence, comme pour la chambre des grades, la prééminence d'Alexandre Roëttiers de Montaleau dans les travaux de rédaction et de fixation des ordres, mais également sur les orientations du Grand Chapitre.

### Réunion du Grand Chapitre et du Grand Orient de France
Le projet de réunion du Grand Chapitre et du Grand Orient de France, inscrit dans les statuts du Grand Chapitre dès sa création, est combattu par plusieurs loges et engendre de vifs débats. Les opposants voient, dans cette unification, une tentative de supplanter les loges symboliques et une mise sous tutelle du GODF par les hauts grades. Les querelles entre système de hauts grades, sources de la disparition de la première Grande Loge de France, seraient, selon les opposants, réactivées par cette réunion des obédiences. Pendant quatre ans, les opposants à ce projet vont travailler avec force à le faire échouer. Le Grand Chapitre déploie de nombreux efforts pour s'assurer que la réunion des deux organes renforce la stabilité et la position du Grand Orient face aux autres systèmes de hauts grades, ces derniers voyant clairement l’avantage que procure à l'obédience centrale cette réunion et l'affaiblissement de leur position dans le paysage maçonnique de l'époque.

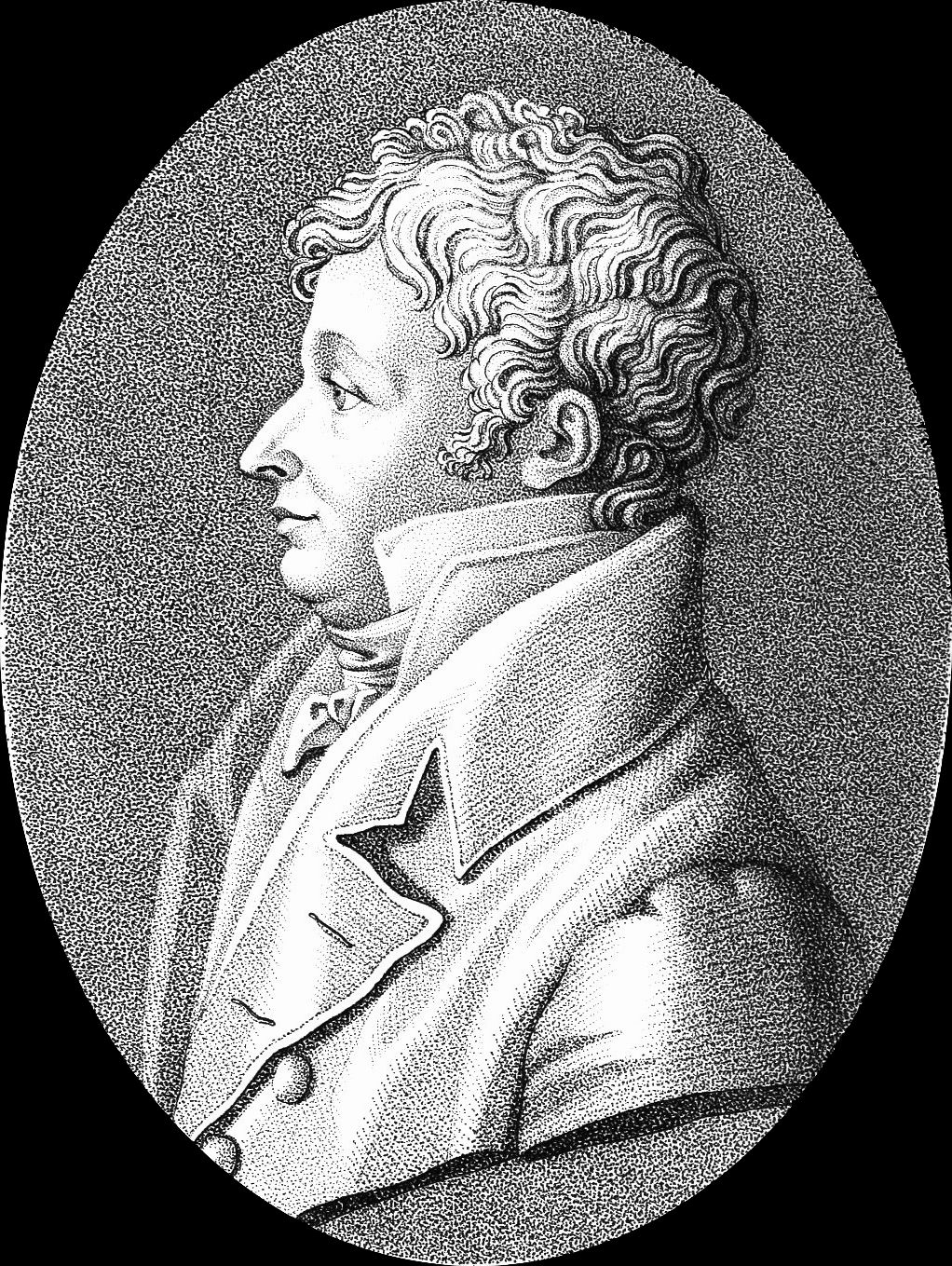
Claude-Antoine Thory.

Alors que les promoteurs de l'union travaillent à leur objectif de fusion, deux événements vont retarder l'intégration du Grand Chapitre au Grand Orient. Le premier est l'apparition soudaine d'un petit groupe de francs-maçons qui se revendiquent « seule autorité en matière de chapitres Rose-croix ». Le docteur Hubert Gerbier de Werchamp (1727-1795) est la voix de cette contestation : il s'appuie sur un document daté du 21 mars 1721 faisant état de la patente d'un chapitre de Rose-croix faite au duc d'Antin et cédée au comte de Clermont, dont il serait le dépositaire de manière fortuite depuis la mort de ce grand-maître. La fausseté rapidement avérée de ce parchemin, fabriqué par un marchand de décors maçonnique à la demande du docteur Gerbier et dont Claude Antoine Thory réfute l’authenticité par un long argumentaire appuyé de faits historiques précis, n'empêche pas le Grand Chapitre d'agréger sans trop de questions ce chapitre. L'antériorité, même fictive, étant gage de légitimité pour la franc-maçonnerie du XVIIIe siècle, cette datation de 1721 d'un document que les historiens contemporains qualifient d'« authentiquement faux » permet de repousser d’éventuelles contestations futures et explique partiellement cette intégration sans trop de contestations des officiers du Grand Chapitre. Cette agrégation rapide permet aussi de supprimer un obstacle sur la route de l'unification avec le Grand Orient, de manière habile et pragmatique.
La deuxième contestation de l'autorité du Grand Chapitre sur les hauts grades en France visant à empêcher une fusion au sein du Grand Orient émane d'une loge de Rouen, « L'Ardente Amitié ». Elle s'appuie sur la réponse de la sollicitation faite à l'Ordre royal d’Écosse qui confirme la fausseté de la patente Gerbier et accorde de surcroît une patente de création d'une Grande Loge provinciale d'Heredom de Kilwinning en France aux frères de la loge de Rouen. Cette patente, authentique quant à elle, est une vraie entrave à l'unification. Le Grand Chapitre répond à ce qu'il considère comme une « intrusion étrangère » dans ses affaires intérieures en la rejetant simplement et en marginalisant les opposants à la fusion, la majorité des officiers du Grand Orient étant acquis à l'unification. Cette Grande Loge provinciale connaît toutefois un certain succès et recense pendant quelques années une vingtaine de chapitres. Elle résiste à la centralisation qu'impose le Grand Orient jusqu'en 1806, quand Jean-Jacques-Régis de Cambacérès, grand-maitre du Grand Orient accepte la charge de grand-maître d'honneur de cet ordre .
Les oppositions étant contenues et la volonté d'union affirmée par les deux structures, Alexandre Roëttiers de Montaleau, le 22 mars 1785, à l'occasion de la tenue de la 52e assemblée du Grand Orient, soumet à la chambre des grades un premier projet, qui précise dans son article premier que le « Grand Chapitre sera réuni et incorporé au Grand Orient de France », sous le titre de « Grand Chapitre général du Grand Orient de France ». Les quatre assemblées suivantes, entre avril et mai 1785, sont consacrés à l'examen des règlements généraux. Le 28 mai 1785, la chambre conclut favorablement à la réunion du Grand Chapitre et du Grand Orient et soumet le projet aux trois autres chambres de l’obédience pour acceptation. Les débats dans chacune des chambres sont assez similaires, mais après chaque vote, l'unification est adoptée. Finalement, le dossier entier est soumis au vote de la 167e assemblée plénière du Grand Orient le 17 février 1786. À l'issue d'un ultime débat, l’agrégation est mise au vote. Le vote fait état de trente-neuf voix pour et de sept contre. La réunion du Grand Chapitre général au Grand Orient de France est ainsi adoptée.

### Diffusion avant et après la Révolution
Le Grand Chapitre général a atteint son objectif, doter le Grand Orient de France d'un organisme de hauts grades unique et centralisateur. Le 2 février 1788, il tient sa 58e et dernière assemblée et cède ses offices et prérogatives au nouveau Grand Chapitre général du Grand Orient de France, qui installe immédiatement tous les anciens animateurs et membres du Grand Chapitre général au sein d'un chapitre qui prend le nom de « Souverain Chapitre Métropolitain ». Ces francs-maçons fondateurs vont continuer d'agir dans ce chapitre au titre honorifique au sein de l'obédience centrale, leur travail passé ayant permis de mettre en œuvre une solution aux problèmes que posent les divers organismes de hauts grades. Cette centralisation tourne également une page sur les anciennes et multiples structures de hauts grades existant au siècle des Lumières.
Après les multiples difficultés rencontrées depuis 1784 pour unifier le rite et les organes de direction, le Grand Orient annonce par une circulaire en date du 19 février 1789, sa nouvelle doctrine sur les hauts grades qui devient officielle quelques mois avant le début de la Révolution française. Les événements et le bouleversement de la Révolution, la mise en sommeil de la franc-maçonnerie, ne laisseront pas le temps au régime ainsi constitué de se déployer totalement dans les loges et chapitres de France. Passé l'orage révolutionnaire, c'est sous le Premier Empire qu'il se déploie le plus largement et il est baptisé Rite français ou moderne. La reprise de la franc-maçonnerie relance également celle des chapitres qui travaillent d'emblée les quatre ordres codifiés avant la Révolution. Le centralisme napoléonien aidant, le Grand Chapitre du Grand Orient administre à l'apogée de l'Empire près de 500 chapitres. Cette centralisation n'empêche pas les contestations, accentuées dès 1804 par l'apparition du Rite écossais ancien et accepté et de son importante échelle de hauts grades. Celui-ci reprend dans ses trente degrés, les anciens grades synthétisés dans la codification plus austère des quatre ordres du Rite français, ce dernier ayant également écarté les grades basés sur le mythe maçonnique templier qui reste ancré dans la tradition de nombreux francs-maçons. Le régime de haut-grade fixé par le Grand Orient se met toutefois en place malgré cette nouvelle concurrence, rapidement réduite par un concordat qui « unit à lui » le nouveau rite, en décembre 1804.

### Transformation
Bien qu’antérieure à la création du système de hauts grades en trente-trois degrés du Rite écossais ancien et accepté (REAA), la pratique originelle des ordres supérieurs selon le Régulateur des Chevaliers Maçons, se modifie en France dans la deuxième moitié du XIXe siècle. Cette transformation se fait sans heurt et sans révolte, les grades écossais intégrant dans leur échelle pratique les quatre ordres du Rite français équivalents des 9e, 14e, 15e et 18e degrés du Rite écossais,.
À la suite de l’accord d'unification, la gestion des deux rites de hauts grades se fait en parallèle, le Grand Chapitre général du Grand Orient n'étant pas dédié spécifiquement aux grades supérieurs du Rite français, mais aux grades postérieurs à ceux des loges symboliques. Il gère ainsi, à partir de 1805, les quatre ordres du Rite français et les dix-huit premiers grades du Rite écossais. Il constitue, dès lors, des chapitres français ou écossais de la même façon, grâce à la souveraineté concédée par le Concordat, jusqu'au grade de Rose-croix identique dans les deux rites,. Jusqu'en 1814, le Suprême Conseil du 33e degré en France créé par le concordat a la souveraineté sur les grades écossais du 19e au 33e degré. En 1815, une partie du Suprême Conseil fait le choix d'intégrer le Grand Orient dans le but de mettre en œuvre une réorganisation de l'ensemble du Rite écossais. Le Grand Chapitre se transforme alors en « Suprême Conseil des Rites » et propose aux francs-maçons élevés à la maîtrise de poursuivre leur parcours, soit au sein d'un chapitre français où l'on pratique les quatre ordres supérieurs, soit dans un chapitre écossais qui pratique la même séquence 9e, 14e, 15e et 18e, les grades intermédiaires étant communiqués oralement. À la suite de ce parcours, les Chevaliers ou Souverains Princes Rose-Croix peuvent rejoindre un conseil de Chevalier Kadosh (30e), puis un consistoire du 32e du Rite écossais.
Les différences de pratique vont encore s'estomper dès lors que les ordres français et les grades intermédiaires écossais tombent en désuétude ; les maitres passent directement au grade de Rose-Croix, celui-ci étant identique dans les deux rites à cette époque. La mise en sommeil s'opère aussi de par la nature du Ve ordre du Rite français, qui n'a qu'une fonction de conservation et d'administration, face à l'attirance des 32e et 33e du rite écossais, « grades blancs » perçus comme grades « ultimes », devenue particulièrement forte dès lors qu'ils furent conférés à partir de 1805 à des dignitaires impériaux. La majorité des chapitres du Rite français sollicitent alors le cumul des rites afin de pouvoir utiliser également les hauts grades terminaux du Rite écossais, qu'ils utilisent comme grades ultimes d'un « nouveau régime », qui reste malgré tout en sept degrés,,.
En 1858, le « Rituel Murat » prend acte de cette situation installée depuis vingt ou trente ans, en formalisant dans les rituels l'échelle des « nouveaux » hauts grades,, mettant fin à la pratique des trois premiers ordres dans leur forme originelle, sans présenter la chose comme un changement de rite, mais comme l'accession à un complément. Cette formalisation entraine la mise en sommeil en 1862 de la pratique des Ordres de Sagesse sous leur forme première.

### Renouveau

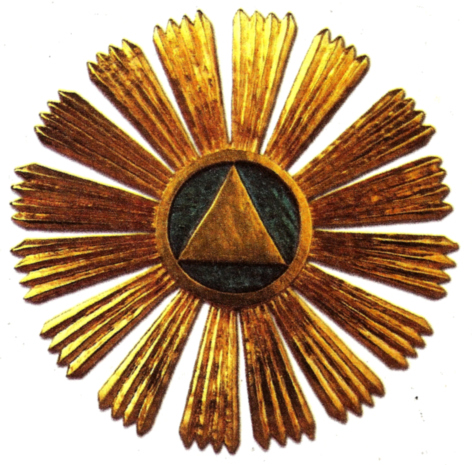
Sceau du GCG du GODF-RF au XXIe siècle.

Cent cinquante ans après la disparition du Grand Chapitre général du Rite français, et après plus de cent ans où ils ont sombré dans l'oubli, les ordres dans leur entièreté sont réactivés en France et plus généralement en Europe, à partir de 1963. Ils prennent alors le nom, dans cette deuxième moitié du XXe siècle, d'« Ordres de Sagesse »,.
C'est à l'initiative de plusieurs maçons — dont René Guilly — en quête de la lettre originelle du rite, que s'opère une tentative de réanimation des hauts grades du Rite français. Les quatre ordres du rite d'origine selon le Cahier des Chevaliers Maçons, qui ne sont plus pratiqués en France depuis 1862 dans leurs formes originelles, réapparaissent alors pour la première fois le 30 novembre 1963. René Guilly et douze autres maçons créent le chapitre « Jean-Théophile Desaguliers » à Neuilly-sur-Seine et réactivent sous leur forme originelle la pratique des Ordres de Sagesse.
En 1970, Roger d'Almeras, qui succède à René Guilly à la tête du chapitre « Jean-Théophile Desaguliers », constitue le chapitre inter-obédientiel « La Chaine d'Union », qui installera en 1977 à Lille, dans la perspective de transmettre les ordres du Rite français, le « Grand Chapitre magistral du Grand Globe français ». Le 2 septembre 1979, sous l'impulsion de plusieurs maçons porteurs des ordres du Rite français (dont Jean Abeille, Albert Rouyat, Raymond Bouscarle, René Calaman et René Bianco), constitue-le « Grand Chapitre de Provence », qui installe le 22 octobre 1986 à Cabriès en Provence le chapitre « Lou Calen » dont la vocation est d'être intégré à terme par le Grand Orient de France.
En 1994, le « Grand Collège des rites » réactive en son sein le Rite français moderne et crée un collège du rite,. Dans la perspective d'une réintégration au GODF, le chapitre « Lou Calen » et les dix chapitres qui suivent sa création signent une demande d'intégration au « Grand Collège des rites », s'engageant à ne regrouper à l'avenir que des loges du GODF, et actent le 25 mars 1995 à Lyon de la fondation d'un « Grand Chapitre général de Rite français », au sein du « Grand Collège des rites du Grand Orient de France », débutant ainsi le renouveau du Rite français en trois grades et quatre ordres au sein de l'obédience originelle du Rite français.
Le 16 mars 1996, le Grand Chapitre général de Rite français est officiellement réactivé au sein du Grand Collège des rites, lors de la cérémonie, les patentes officielles sont remises à 19 chapitres dits « historiques » dans l'ordre de création afin qu'ils puissent être membres fondateurs de la nouvelle juridiction,. Trois ans plus tard, la refondation d'une juridiction indépendante par le GODF est actée le 17 mai 1999 et, le 3 septembre 1999, l'assemblée plénière de l'obédience donne délégation au Grand Chapitre général pour administrer et gérer de manière autonome les chapitres du Rite français ; il prend le nom de « Grand Chapitre général du GODF - Rite français ».
La pratique d'un Ve ordre dont l'histoire spécifique au cours des XVIIIe et XIXe siècles explicite son rôle administratif et conservatoire qui ne connaît qu'une courte existence, celui-ci ne faisant pas partie du « phylum » de la transmission des Ordres de Sagesse, est officiellement constituée par le Grand Chapitre général du Grand Orient de France le 24 septembre 1999.
Pratiqués depuis lors sous sa forme traditionnelle, ou sous une forme du IIIe millénaire selon la terminologie du Grand Orient de France, et par diverses obédiences et juridictions dans le monde, ils ont retrouvé toute leur place dans l'ensemble des rites maçonniques de « hauts grades », en conservant les plus anciennes traditions de la maçonnerie spéculative issues du « Rite des modernes » et des traditions chevaleresques du XVIIIe siècle.

## Fixation des quatre ordres
La fixation des ordres par le Grand Chapitre Général s'établit selon deux axes simultanés, qui peuvent paraître antagonistes, mais qui n'ont pas créé de difficultés de coexistence dans la pratique maçonnique. Le premier édicte que les ordres ne sont pas des grades, mais des groupes de grades et que chaque ordre contient tous les grades d'une même famille, dont il devient le dépositaire. Le second, annoncé dès la création du Grand Chapitre, affirme que tous les hauts grades doivent être d'une rédaction plus simple et que leur pratique doit être uniformisée. La résultante de ce travail aboutit à la rédaction d'un rituel par ordre.
Les copies manuscrites des rituels des Ordres supérieur sont publiées dans un volume, sous le titre de Régulateur des Chevaliers Maçons en 1801. Ils proposent un système en quatre ordres, selon la séquence Élu secret, Grand Élu écossais, Chevalier d'Orient, Souverain Prince Rose-Croix. Chaque ordre fait, en les reprenant dans son rituel, la synthèse des éléments symboliques les plus importants de la famille de grades qui le compose. La fixation s'inscrit dans l'« ordre analytique connu » établi précédemment dans la Chambre des grades, le Grand Chapitre ayant finalisé par une seconde lecture les travaux effectués par celle-ci. Les rituels décrivent également l'organisation des lieux et des décors dans les pages d'ouverture du rituel de chaque ordre, ainsi que celle du « tableau de loge » propre à chaque ordre. Il est précisé que « celui-ci sera tracé à la craie sur le plancher et effacé chaque fois »,.
Les Ordres de Sagesse s'inscrivent dans la continuité du grade de maître et n'en sont que le développement. Bâtis autour de la légende d'Hiram, architecte du temple de Salomon, et autour des circonstances de sa mort, ils proposent, pour les deux premiers ordres, une réponse aux questions que le grade de maître laisse en suspens. Le troisième ordre évoque la reconstruction du temple détruit, bien après la mort du roi Salomon, et se place dans la tradition des grades chevaleresques qui commence en 1736, avec le discours du Chevalier de Ramsay. Celui-ci fait descendre les maçons des croisades et des chevaliers de Saint Jean de Jérusalem, en s'éloignant de la tradition opérative. Le quatrième et dernier ordre, également chevaleresque, se déploie autour d'une « Parole » nouvelle et d'une construction spirituelle et intérieure, plutôt que matérielle. Le cursus initiatique du Rite français au XVIIIe siècle place sa quintessence et sa finalité dans le IVe ordre. Le Ve ordre, quant à lui, décrit dans les statuts généraux du Grand Chapitre général en 1784, forme un conservatoire administratif de tous les grades et de tous les systèmes maçonniques en vigueur à cette époque, qui représentent un ensemble de 81 grades.

### Ierordre: Élu secret

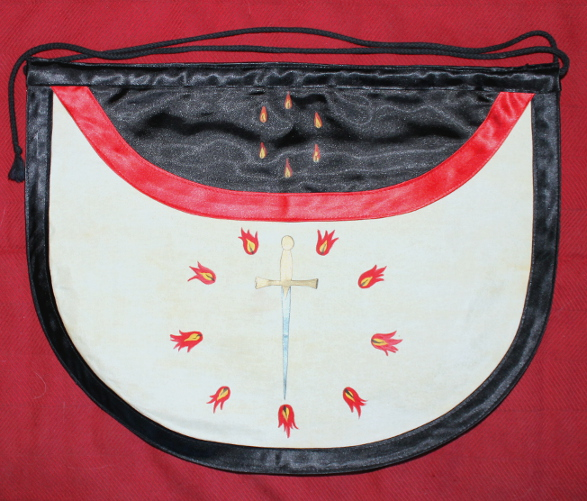
Tablier du Ier Ordre du Rite français moderne.

La codification de cet ordre commence rapidement, elle est actée par le Grand Chapitre général les 24 et 25 avril 1784. Le grade d’Élu secret est vraisemblablement l'un des plus anciens « hauts grades », il apparaît vers 1740. Son antériorité a contribué à la création de nombreuses versions successives, tel : « l’Élu des 9 » ou encore « l'Élu des 15 », « Élu de Pérignan », etc. Si son lieu de naissance n'a toujours pas été confirmé par les historiens, on trouve malgré tout, dans les plus anciennes traditions des clans d’Écosse, des insignes datant du XVIe siècle portant « une main levée armée d'un poignard » assortie d'une devise : « Vincere Aut Mori » (« Vaincre ou mourir »).
Cet ordre est la synthèse de tous les grades d’élus dont les 9e et 10e du Rite de perfection, mais aussi de ceux, qui ne sont plus pratiqués. Souvent appelé « grade de vengeance », car il concrétise la volonté de Salomon de châtier les assassins de maître Hiram, cet ordre écarte ce qui peut passer pour excessif dans ses effets, notamment les mises en scènes de vengeance sanguinaire contenues dans certains grades d'élus au XVIIIe siècle. Sa structure et sa symbolique sont une synthèse « raisonnable » de tous les grades d’élus dont il est l'héritier,.

Le tableau de loge est décrit de la façon suivante dans le Régulateur des Chevaliers Maçons : 

« Il représente en haut l’Étoile du Matin entre huit autres moindres. Au milieu une grande caverne. Dans l’intérieur une lampe posée sur un rocher ; du côté du midi, un bras droit retroussé frappant d'un poignard. Au-dessous, un chien en quête prêt à entrer dans la caverne. Au septentrion, une source d'eau jaillissant d'entre deux rochers ; à l'occident, un escalier rapide, taillé dans le roc et descendant à la caverne. Le fond est noir et l'encadrement rouge. »

### IIeordre: Grand Élu écossais

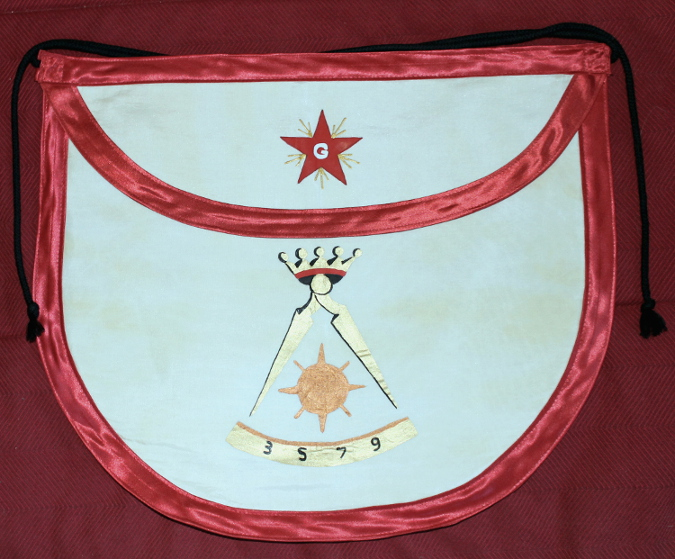
Tablier du IIe ordre du Rite français moderne.

La synthèse de cet ordre est actée par le Grand Chapitre général le 18 décembre 1784. C'est l'exemple typique de la fusion de plusieurs grades opérée par le Grand Chapitre général lors de ses travaux de codification, notamment ceux de « Parfait maître anglais » et « Vrai Maître Écossais », connu aussi sous le vocable « d’Écossais de la Voute ». Il apparaît vers 1745 et, tout comme le grade « d’Élu Secret », il complète la maîtrise après la disparition des assassins d'Hiram. Il en est le couronnement, le thème essentiel de cet ordre est la « purification » et le « sacrifice », la découverte du « Delta » et du tétragramme, symbole de la « Parole » de maître,.

Le tableau de loge est décrit de la façon suivante dans le régulateur des Chevaliers Maçons : 

« Sur le haut de la ligne du midi, sera crayonné un puits dans lequel tombe à plomb un rayon de lumière. À l'opposé, sur le haut de la ligne, un buisson ardent jetant une grande flamme. Au milieu de ces objets sera figuré un compas couronné sur un quart de cercle, entre les pointes seront tracés les chiffres 3, 5, 7 et 9. Au midi, vers le milieu, sera crayonnée une table supportant des vases d'or. Au nord et en face de l'autel des sacrifices, entre eux au-dessous du compas, en partant de l'occident un escalier de 24 marches divisées en repos par 3, 5, 7 et 9. En avant de l’escalier et à l'occident, un grand vase. Le fond du tableau sera noir. »

### IIIeordre: Chevalier d'Orient

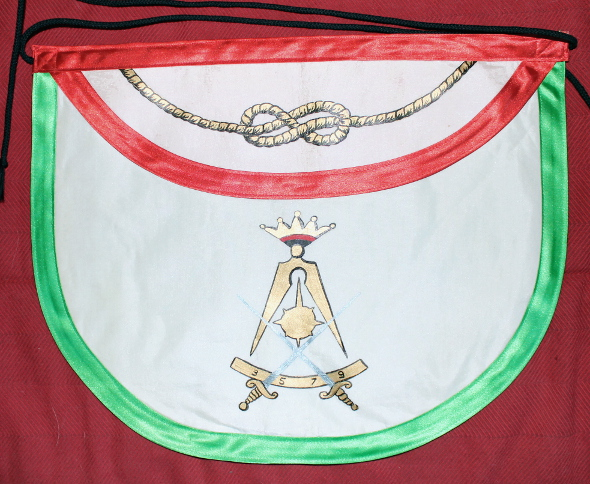
Tablier du IIIe Ordre du Rite français moderne.

Le rituel de cet ordre est acté par le Grand Chapitre général le 19 mai 1785. Ce grade se réfère au discours de Ramsay, il rattache la franc-maçonnerie à la chevalerie et aux croisades et se place dans la perspective de la reconstruction du temple en Terre sainte. Le thème du rétablissement « l’épée d'une main et la truelle de l'autre » aura un grand succès au XVIIIe siècle; cet ordre sera considéré et reconnu jusqu'en 1760 comme le grade final de la maçonnerie spéculative. Le Grand Chapitre adopte cet ordre sous le vocable de Chevalier d'Orient, archétype des grades reprenant le mythe chevaleresque de la maçonnerie du XVIIIe siècle en s'appuyant sur le travail de la Chambre des grades dans son assemblée de juillet 1782. .

Le tableau de loge est décrit de la façon suivante dans le Régulateur des Chevaliers Maçons : 

« Derrière le Trône sera un transparent représentant le songe de Cyrus : un lion rugissant prêt à se jeter sur lui. Plus haut une Gloire éclatante, au milieu de nuées lumineuses. Du milieu de la Gloire sortira un aigle portant dans son bec une banderole sur laquelle seront écrits ces mots: « Rends la liberté aux captifs ». Au-dessous des nuées lumineuses, Nabuchodonosor et Balthazar, prédécesseurs de Cyrus, chargés de chaînes, le 1er tenant encore de la forme de la bête. »

### IVeordre: Souverain Prince Rose-Croix

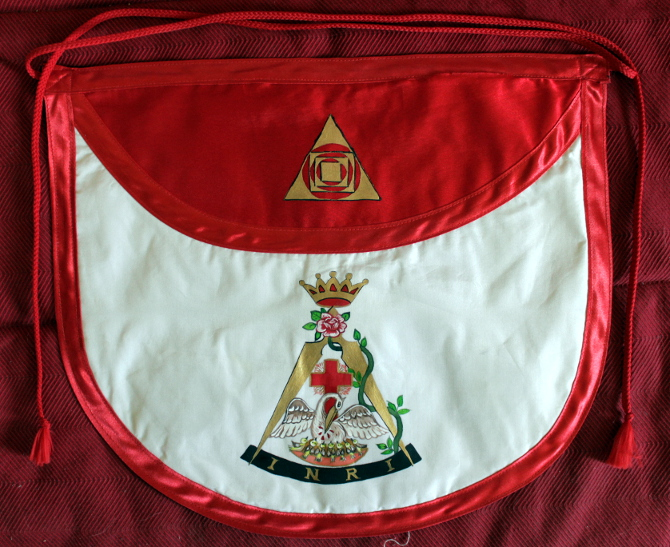
Tablier du IVe ordre du Rite français moderne.

Il est l'ordre terminal du système sous le titre complet de « Chevalier de l'aigle, Parfait Maçon libre sous le nom de Rose-Croix », de par la nature du Grand Chapitre qui est une fédération de chapitres de Rose-Croix. Contrairement aux autres ordres, les rituels de ce grade sont assez cohérents et semblables, ils ne présentent pas de réelles difficultés de codification. La difficulté principale vient de la trop grande proximité de ses cérémonies avec les événements décrits dans les évangiles, en symbolisant la mort et la résurrection du Christ. Alexandre Roëttiers de Montaleau propose au Grand Chapitre une nouvelle version déchristianisée du rituel, qui reste toutefois fidèle à la structure et l'iconographie de la cérémonie de Rose-Croix de cette époque. Cette nouvelle rédaction marque clairement une séparation entre le religieux et le maçonnique, où les Chevaliers Rose-Croix sont les descendants d'une lignée d'initiés porteurs de connaissances multiples remontant aux plus anciennes traditions et des divers courants philosophiques du siècle des Lumières.

Le tableau de loge est décrit de la façon suivante dans le Régulateur des Chevaliers Maçons : 

« Au-dessus de l'Autel sera un tableau figurant trois croix, celle du milieu représentant vers le centre la Rose mystique entourée d'une couronne d'épines et sur les autres sera une tête de mort avec leurs deux os en sautoir. Au pied de la croix du milieu sera un globe proportionné à la grandeur de la croix, entouré d'un serpent. »

## Histoire spécifique duVeordre
La codification de la Chambre des grades laisse de nombreux grades de côté. Les statuts du Grand Chapitre général formalisent alors la création d'un Ve ordre de conservation et d'étude des rituels d'une part et de « chambre administrative » d'autre part. Cet ordre n'a à l'origine pas de tablier spécifique ni de tableau de loge, sa vocation administrative et conservatoire ne faisant pas partie de la tradition et du phylum initiatique des Ordres de Sagesse. Son fonctionnement s'apparente à celui d'un « bureau de la correspondance », conformément aux statuts de 1784, il est composé de 27 membres qui travaillent à la préparation de tout ce qui intéresse la gestion des chapitres, les nouvelles affiliations, les cahiers des ordres, les relations internes. Les comptes rendus de cette assemblée ne font état d'aucune forme de rituel, ni de poste d'officier durant leurs travaux, qui sont toutefois ouverts et fermés lors des assemblées..
L'intégration du Suprême Conseil du Rite écossais ancien et accepté (SC-REAA) en 1806 va inciter les anciens dignitaires du Grand Chapitre général de France, rassemblés au sein du Souverain Chapitre métropolitain, à mettre en œuvre une tentative de réactivation du Ve ordre, tombé en désuétude après la Révolution française. Roëttiers de Montaleau va esquisser l'évolution de cet ordre conservatoire comprenant 81 grades patrimoniaux et pouvant redonner de l'éclat aux grades post 4e ordre, ainsi qu'au Rite français, face à l'attrait des derniers grades du SC-REAA que fréquente l’élite du régime napoléonien. Mais, rattrapé par la maladie, Roëttiers de Montaleau ne peut qu'ébaucher ce projet de réaffectation du Ve ordre ; il meurt le 30 janvier 1808. En février 1808, les autres membres du Souverain Chapitre métropolitain, en compagnie du fils de Montaleau, reprennent le projet de refonte de l'ordre.
Réactivé en 1808, l'ordre se dote de statuts et de règlements en 28 articles qui précisent son rôle, en s'appuyant sur les premiers statuts généraux de 1784 du Grand Chapitre général de France. La dimension administrative de gestion des hauts grades revenant depuis l'intégration de ce dernier au Grand Chapitre du Grand Orient, il va se concentrer sur la dimension de conservation et d'étude des connaissances maçonniques. Le Ve ordre contient donc « tous les grades physiques et métaphysiques de tous les systèmes en vigueur » (au XVIIIe siècle). Cet ensemble représentant la totalité de la tradition maçonnique française de 1784. Les frères Gastebois et Lelièvre-Villette, connaisseurs des rituels, sont à l'origine de la classification des 81 grades qui compose cette tradition en neuf séries, dont les cahiers originaux sont déposés dans une « arche »,. Ils se classifient de la manière suivante :
- 1re série : les grades les plus primitifs ;
- 2e série : les grades d’élus ;
- 3e série : les grades intermédiaires sans postérité ;
- 4e et 5e séries : les grades d’écossais qui servirent de modèle au IIe ordre ;
- 6e série : les grades chevaleresques ainsi que la 7e série : Rose-Croix et la 8e série : Chevalier du Temple, Chevalier du Soleil ;
- 9e série : les grades alchimiques, hermétiques ou autres.

Cette nouvelle version du Ve ordre se dote d'un décorum où le blanc est la couleur de référence, tant du sautoir que portent les membres que des tentures qui ornent les murs du temple lors des travaux. Il se compose d'un « Conseil des Neuf » qui est l'élément principal de l'organisation de cet ordre, et d'une classe dite des « prosélytes » qui travaille à enrichir les archives et travaille sur les questions d'histoire ou de symbolisme maçonniques. L'essentiel du travail des membres consiste alors à la collecte et à la connaissance de la franc-maçonnerie, de la même manière que le projet des Philalèthes dont Alexandre Roëttiers de Montaleau est d'avril à juin 1787, le secrétaire, puis le président de séance dans les derniers mois de leur convent. L'ordre se dote d'un rituel de réception dont le discours historique lu à tous les membres reçus en son seing précise sa vocation et son positionnement. Exposé comme une distinction reçue plus qu'un grade, le discours rappelle que le Rite français ne possède pas de grade supérieur au 4e Ordre, grade terminal qualifié de « nec plus ultra » du rite. Cette distinction étant conférée à tous les Souverain Prince Rose-Croix qui exercent une fonction dans le Grand Chapitre et à l'instant de leur obligation.
Son activité se réduit toutefois et de nombreux dignitaires ne participent plus à ses travaux. Il connaît une première interruption de 1810 à 1811. En février 1811, il se renomme « Suprême Conseil » et tente de reprendre ses réunions, mais cette tentative est un échec. Il sombre ainsi de nouveau en désuétude pendant un an et demi.
De 1812 à 1813, les dignitaires du Ve ordre retentent de réactiver ses travaux dans le but de se transformer en véritable « Suprême Conseil du rite le plus ancien connu en France » et en une juridiction du Grand Orient de France. Sa fonction est de diriger les hauts grades au-delà du grade de Rose-Croix. En dépit de ce nouvel activisme, ce Suprême Conseil reste plusieurs mois sans activité. Le 1er juin 1813, il tient sa dernière réunion. Après la réception de quelques nouveaux membres, il retombe en sommeil. Le 20 septembre 1815, le Rite écossais ancien et accepté se réorganise au sein du Grand Orient de France qui forme pour cela un « Grand Consistoire des rites ». En 1826, le Grand Consistoire des rites devient le Grand Collège des rites, qui place sous son autorité la gestion des grades au-delà du 18e degré du Rite écossais ou du IVe ordre du Rite français. Pour finir, le Souverain Chapitre métropolitain, animateur de cet ordre ultime du Rite français pendant quelques années, se transforme en Conseil de Kadosh achevant la disparition du paysage maçonnique et pour près de 150 ans, de l'ordre conservatoire du Rite français.